# Nationaløkonomisk Tidsskrift
Nationaløkonomisk Tidsskrift er et dansk videnskabeligt tidsskrift udgivet af Nationaløkonomisk Forening. Dets formål er at være et forum, hvor undersøgelser af dansk økonomi kan præsenteres og diskuteres på videnskabeligt plan, samt at formidle forskningsresultater og at fremme den faglige debat i Danmark om økonomisk-politiske emner. Ifølge Den Store Danske Encyklopædi er tidsskriftet i dag det førende fagøkonomiske tidsskrift på et nordisk sprog.
Ansvarshavende redaktør er professor og prodekan ved Syddansk Universitet Birgitte Sloth. I redaktionen sidder desuden professor Niels Johannesen, Økonomisk Institut ved Københavns Universitet, forskningsdirektør Torben Tranæs, VIVE, professor Marianne Simonsen, Aarhus Universitet og professor mso Lisbeth Funding la Cour, Copenhagen Business School.
Tidsskriftet blev grundlagt i 1873 og er dermed ét af de ældste økonomiske tidsskrifter i verden. Det er eksempelvis ældre end de internationalt førende tidsskrifter Quarterly Journal of Economics (etableret 1886), Journal of Political Economy (1892), American Economic Review (1911) og Econometrica (1933).
Ældre artikler (fra perioden 1873-1997) er tilgængelige via tidsskrift.dk, mens artikler fra og med 2000 er tilgængelige fra tidsskriftets hjemmeside hos Djøf, da tidsskriftet i dag er et såkaldt open access-tidsskrift.